# Karira (vattendrag i Kayanza, lat -2,97, long 29,73)
Karira är ett vattendrag i Burundi.   Det ligger i provinsen Kayanza, i den nordvästra delen av landet, 60 kilometer nordost om huvudstaden Bujumbura.
Omgivningarna runt Karira är en mosaik av jordbruksmark och naturlig växtlighet. Runt Karira är det tätbefolkat, med 397 invånare per kvadratkilometer.